# Processi alla Giunta greca
I processi della Giunta greca (in greco Οι Δίκες της Χούντας?) furono i processi che coinvolsero i membri della giunta militare che governò la Grecia dal 21 aprile 1967 al 23 luglio 1974. Questi processi riguardarono gli istigatori del colpo di stato e altri membri della giunta di vario grado che furono coinvolti agli eventi della rivolta del Politecnico di Atene e alla tortura dei cittadini.
I capi militari del golpe furono formalmente arrestati durante il periodo della metapolitefsi che seguì la giunta, e all'inizio dell'agosto 1975 il governo di Konstantinos Karamanlis accusò Georgios Papadopoulos e altri cospiratori di alto tradimento e insurrezione. Il processo di massa, descritto come la "Norimberga greca" e noto anche come "Il processo agli istigatori", fu organizzato nella prigione di Korydallos in mezzo a una pesante rete di sicurezza.
I principali capi del colpo di stato del 1967, Georgios Papadopoulos, Stylianos Pattakos e Nikolaos Makarezos, furono condannati a morte per alto tradimento, a seguito del processo. Poco dopo la pronuncia delle sentenze, le condanne furono commutate in ergastolo dal governo di Karamanlis.
Al processo degli istigatori seguì un secondo processo che indagò sugli eventi riguardanti la rivolta del Politecnico di Atene noto come "Il processo del Politecnico" e, infine, su una serie di processi relativi agli episodi di tortura conosciuti in Grecia come "I processi dei Torturatori".
La giornalista e autrice Leslie Finer, espulsa dalla giunta dalla Grecia nel 1968, nel 1975 riferendo sui processi per New Society scrisse: "Il processo a 20 capi del colpo di stato del 1967 è una prova di giustizia democratica. Tra le sue altre funzioni, questa è una modalità di esorcizzazione e di educazione." I processi misero in luce la meschinità, le cospirazioni, la corruzione e l'incompetenza, all'interno del regime, e servirono a demistificarlo e, con esso, a distruggere il mito dell'uomo forte della giunta. La corruzione, venuta alla luce durante i processi, era così diffusa da sorprendere anche i militari. I dettagli della tortura degli alti ufficiali da parte dei loro subordinati, rivelati durante i processi, offesero la classe degli ufficiali di carriera. L'invasione di Cipro fu l'ultima goccia che portò i militari a ritirare il loro sostegno alla giunta e ad abbandonare qualsiasi idea di sostenere qualsiasi militare che agisse come politico.

## Contesto storico
Dopo la caduta della giunta nel luglio 1974, mentre il Paese entrava nel periodo della metapolitefsi e prima delle elezioni parlamentari nel novembre dello stesso anno, il governo di transizione guidato da Konstantinos Karamanlis fu oggetto di crescenti critiche da parte dell'opposizione, tra cui Georgios Mavros, il leader dell'Unione di Centro - Nuove Forze (il principale partito di opposizione all'epoca), sull'essere troppo indulgente nei confronti dei membri della giunta militare recentemente deposta.
Mavros aveva chiesto l'arresto dei capi della giunta come condizione per ripulire la vita politica del Paese. All'epoca dichiarò che non appena il Parlamento fosse stato convocato dopo le elezioni del 1974, avrebbe proposto una legge per annullare qualsiasi legge sull'immunità automatica che la giunta avrebbe potuto emanare per proteggere i suoi membri.
I giornali inoltre, chiesero un'indagine sul ruolo del generale Ioannidis durante la repressione della rivolta del Politecnico, che la stampa definì un "massacro". Ioannidis era il capo oscuro della fase finale della giunta ed era stato descritto dalla stampa come il dittatore invisibile.
Il governo di Karamanlis rispose a queste richieste e ordinò l'arresto dei capi della giunta Georgios Papadopoulos, Stylianos Pattakos, Nikolaos Makarezos, Ioannis Ladas e Michalis Roufogalis.
Inoltre, a Georgios Papadopoulos, Dimitrios Ioannidis, Michalis Roufogalis, Nikolaos Dertilis, Vassilios Bouklakos e Elias Tsiaouris o Tsapouris (anche Tsiaparas), che erano anche responsabili degli eventi del Politecnico, fu vietato di lasciare il paese, poiché circolavano voci che stavano pianificando una fuga all'estero.
Il 24 ottobre 1974, Georgios Papadopoulos, Stylianos Pattakos, Nikolaos Makarezos, Ioannis Ladas e Michalis Roufogalis furono arrestati e accusati nuovamente di cospirazione. Successivamente furono inviati nell'isola di Ceo.
Ioannidis, in quel momento non fu arrestato, con la spiegazione ufficiale di non aver preso parte alla congiura del gruppo di Papadopoulos. Tuttavia i giornali, come To Vima, affermarono, citando fonti attendibili, che Ioannidis fosse scomparso e che non fosse stato trovato.
Subito dopo che il gruppo dei cinque fu esiliato a Ceo, l'opposizione chiese di conoscere i dettagli delle azioni di Papadopoulos e dei suoi co-cospiratori prima del loro arresto, mentre il governo smentì le voci di manovre pro-giunta tra i militari.
Durante il suo soggiorno a Ceo, Papadopoulos sembrava fiducioso che a lui e ai membri della sua giunta sarebbe stata concessa l'amnistia e che alla fine si sarebbero candidati e sarebbero stati eletti. Tuttavia, dopo un soggiorno di tre mesi sull'isola, nel febbraio 1975, Papadopoulos e gli altri quattro capi della giunta furono trasportati da una torpediniera al porto del Pireo, diretti alla prigione di Korydallos. Ioannidis, essendo stato arrestato il 14 gennaio 1975, era già in carcere quando Papadopoulos e le sue coorti vi arrivarono.

## Gli istigatori

### Processo agli istigatori del colpo di Stato del 21 aprile 1967
Il 28 luglio 1975, il processo agli istigatori del colpo di stato (in greco Η Δίκη των Πρωταιτίων?) iniziò con Ioannis Deyannis in qualità di presidente del tribunale. Konstantinos Stamatis e Spyridon Kaninias erano i pubblici ministeri.
Deyannis era stato nominato all'alta corte dalla Corte di Cassazione durante gli anni della giunta. Il mandato del processo era quello di esaminare gli eventi che circondarono il colpo di stato del 21 aprile 1967, per il quale Papadopoulos e oltre venti altri coimputati furono accusati di atti di alto tradimento e ammutinamento. La sicurezza intorno al processo era pesante: mille soldati armati di mitra erano di guardia del perimetro del carcere, e le strade che portavano al carcere erano pattugliate da carri armati.
Nonostante questi sviluppi, Papadopoulos espresse la sua fiducia ai giornalisti che non sarebbe rimasto in carcere a lungo. Si assunse anche la piena responsabilità del golpe di aprile, ma si rifiutò di difendersi. Seguendo l'esempio di Papadopoulos, Stylianos Pattakos, Nikolaos Makarezos e altri membri della giunta annunciarono che non avrebbero partecipato al processo. Dimitrios Ioannidis dichiarò che il processo "purtroppo non era interessante".
La difesa annunciò che il motivo per il quale i loro clienti non partecipavano era che il governo di Karamanlis aveva pregiudicato l'esito del processo dichiarando il colpo di stato del 1967 un reato. I legali di sedici degli imputati uscirono dall'aula il primo giorno del processo, dichiarando di non poter svolgere le proprie funzioni in un clima di terrore e violenza, al quale il presidente del tribunale Ioannis Deyannis rispose: "Lascia che tutti quelli che desiderano partire, se ne vadano!".
Sebbene ci fosse un accordo tra gli imputati che avrebbero taciuto durante il processo e non avrebbero rilasciato dichiarazioni, Papadopoulos ruppe il silenzio e dichiarò alla Corte che: "Io sono il leader della Rivoluzione e sono responsabile di tutto". Pattakos, Makarezos e il resto dei membri della giunta rimasero sorpresi di sentire la dichiarazione di Papadopoulos perché credevano di avere un accordo basato sul fatto che non avrebbero politicizzato il processo in base alla loro convinzione di non avere nulla da guadagnare. Dal loro punto di vista il loro sostegno tra il popolo e nell'esercito era inesistente.
L'accusa di ammutinamento fu contestata perché anche se i colonnelli avevano di fatto preso il potere illegalmente, lo fecero con l'approvazione del loro ufficiale superiore, il tenente generale Grigorios Spandidakis, che si unì anche al colpo di stato. Inoltre lo stesso Karamanlis, accettando l'invito del presidente nominato dalla giunta Phaedon Gizikis a tornare in Grecia, conferì una misura di legittimità alla giunta. Inoltre fu Gizikis a giurare a Karamanlis come primo ministro.
Durante il processo, Spandidakis, Zoitakis e Stamatelopoulos differenziarono la loro posizione da quella degli altri membri della giunta. Questa divergenza dalla linea di difesa comune portò Papadopoulos a rimproverare severamente uno dei suoi avvocati difensori per aver tentato di interrogare uno dei testimoni di Zoitakis. Si dice che abbia esclamato: "Non è uno dei nostri testimoni. Non fargli [qualsiasi domanda]".
Ioannidis dichiarò alla corte: "Accetto la mia partecipazione alla rivoluzione del 21 aprile 1967. Sono sempre stato un soldato per tutta la vita e ho compiuto il mio dovere secondo coscienza. Non ho altro da aggiungere". Deyannis, commentò: "Non sei accusato di aver partecipato alla rivoluzione. Sei accusato di due reati –non temere il termine– alto tradimento, questo termine non è molto onorevole da attribuirti, e il secondo crimine per il quale sei accusato è l'ammutinamento. Per questi due crimini sei accusato. A proposito di rivoluzione, non sei accusato. Cosa supplichi?" Ioannidis rispose poi: "Accetto la mia partecipazione alla rivoluzione e le eventuali conseguenze che ne derivano".
Panagiotis Kanellopoulos, l'ultimo legittimo Primo Ministro della Grecia prima del colpo di stato, in qualità di testimone per l'accusa, testimoniò come fu arrestato dai soldati armati di mitra e trasportato al palazzo per incontrare il re Costantino. Aggiunse che durante l'incontro esortò il re a usare il suo status di comandante in capo dell'esercito greco per ordinare agli ufficiali fedeli di schiacciare il colpo di stato. Dichiarò che Costantino si rifiutò di farlo perché temeva spargimenti di sangue.
Kanellopoulos affermò inoltre al processo che, contro il suo parere, il re Costantino giurò nel governo dei colonnelli, un'azione che aveva contribuito a legittimare il loro governo. La testimonianza di Kanellopoulos ebbe l'effetto di minare l'accusa di ammutinamento. Kanellopoulos, durante la sua testimonianza, accettò anche la sua responsabilità "prima della storia" per non aver anticipato il golpe. Testimoniò che non vi era alcuna indicazione che i colonnelli stessero complottando "alle spalle" dei più alti gradi della leadership dell'esercito.
Papadopoulos rifiutò di testimoniare e si limitò a dichiarare: "Risponderò solo alla storia e al popolo greco"; al quale il presidente della giustizia Deyannis ribatté: "Pensa che la storia sia assente da quest'aula?" Papadopoulos non rispose.
La questione del coinvolgimento della CIA nel colpo di stato, credenza ampiamente diffusa in Grecia, non trovò risposta al processo. Deyannis proibì ogni discussione sull'argomento con l'osservazione che il processo si era limitato a scoprire i fatti coinvolti il giorno del colpo di stato. L'unica testimonianza sul coinvolgimento della CIA fu data da Andreas Papandreou, il quale insistette sul fatto che i colonnelli lavorassero a stretto contatto con la CIA.

### Verdetto
Il processo ai mandanti terminò il 23 agosto 1975. Papadopoulos, Nikolaos Makarezos e Stylianos Pattakos furono condannati a morte tramite fucilazione, mentre Dimitrios Ioannidis ebbe l'ergastolo. Altri sette furono condannati a pene che andavano dai 5 ai 20 anni e due vennero assolti. I crimini erano ritenuti "momentanei" e non "continui" e considerati durati solo tra il 20 e il 21 aprile 1967. Il verdetto rese impossibile perseguire i collaboratori della giunta.
Questa è la tabella dettagliata delle sentenze principali:
| Membro della Giunta | Sentenza                                                                                 |
| --- | ---------------------------------------------------------------------------------------- |
| Georgios Papadopoulos | Radiazione con disonore, pena di morte per ammutinamento, ergastolo per alto tradimento. |
| Stylianos Pattakos | Radiazione con disonore, pena di morte per ammutinamento, ergastolo per alto tradimento. |
| Nikolaos Makarezos | Radiazione con disonore, pena di morte per ammutinamento, ergastolo per alto tradimento. |
| Grigorios Spandidakis, Antonios Lefkas, Nikolaos Dertilis, Dimitrios Ioannidis, Michael Balopoulos, Georgios Konstantopoulos, Theodoros Theophilogiannakos | 10 anni per ammutinamento, radiazione con disonore, vita                                 |
| Georgios Zoitakis | 10 anni per ammutinamento, radiazione con disonore, vita                                 |
| Ioannis Ladas, Konstantinos Papadopoulos, Michail Roufogalis, Stefanos Karaberis                                                                           | Vita                                                                                     |
| Dimitrios Stamatelopoulos | 5 anni                                                                                   |
| Odissea Angelis | Radiazione con disonore, 20 anni                                                         |
| Petros Kotselis, Nikolaos Gantonas, Evangelos Tsakas | 20 anni                                                                                  |
| Konstantinos Aslanidis, Konstantinos Karydas, Alexandros Hatzipetros                                                                                       | Non colpevole                                                                            |

Le condanne a morte furono successivamente commutate in ergastolo dal governo di Karamanlis.
Il 28 agosto 1975 Konstantinos Karamanlis dichiarò: "Quando diciamo vita [sentenza], intendiamo vita [sentenza]", nel senso che la commutazione delle condanne da morte ad ergastolo non sarebbe stata seguita da ulteriori riduzioni.
Subito dopo il colpo di stato Stamatelopoulos non era d'accordo con Papadopoulos e iniziò a pubblicare articoli critici contro il regime della giunta sul giornale Vradyni. Era l'unico imputato riconosciuto per circostanze attenuanti e soprattutto per essersi sinceramente pentito della sua partecipazione al golpe. Con i suoi articoli aiutò l'opposizione del regime.

## Il Politecnico

### Processo del Politecnico
Il 16 ottobre 1975, alle 9 del mattino, il secondo processo, che indagò sugli eventi che circondarono la rivolta del Politecnico di Atene (in greco Η Δίκη του Πολυτεχνείου, tradotto come "Il Processo del Politecnico"?) ebbe inizio nella stessa aula del primo processo e durò complessivamente cinquantasette giorni. C'erano trentatré incriminati tra cui Papadopoulos, Ioannidis, M. Roufogalis, Vassilios Bouklakos, Elias Tsiaouris o Tsiaparas e Nikos Dertilis. Papadopoulos, Ioannidis, Roufogalis e Nikos Dertilis erano già stati condannati e scontavano le loro condanne dal primo processo.
L'unico imputato non presente al processo del Politecnico era Elias Tsiaouris o Tsiaparas, accusato di omicidio, sfuggito alla custodia perché latitante. Vi era un totale di 237 testimoni per l'accusa e la difesa e circa 50 avvocati.
L'indagine preliminare per le vicende del Politecnico fu condotta dal procuratore Dimitrios Tsevas, che il 14 ottobre 1974 presentò i risultati della sua indagine all'ufficio del procuratore generale. Nel suo rapporto, Tsevas stabilì che Ioannidis e il suo vice Roufogalis erano sulla scena durante gli eventi e diressero i loro uomini con lo scopo di creare, attraverso sparatorie e violenze, le condizioni che avrebbero beneficiato del previsto colpo di stato di Ioannidis contro Papadopoulos.
Ioannidis e Papadopoulos, anche se erano seduti vicini, non si scambiarono mai uno sguardo. Durante il secondo processp fu proiettato un film documentario, girato da giornalisti olandesi, che mostrò le vicende della tre giorni incentrate sulla Scuola Politecnica dall'ingresso degli studenti fino allo sfondamento dei cancelli del Politecnico da parte dei carri armati. Durante la proiezione, Papadopoulos non prestò attenzione alla proiezione, per lo più guardando in basso, mentre Ioannidis guardò il film, secondo quanto riferito in modo imperturbabile.
Antonis Agritelis, autista della jeep di Dertilis, testimoniò di aver visto Dertilis giustiziare un giovane al viale Patission. Secondo la testimonianza di Agritelis, dopo l'esecuzione, Dertilis rientrò nella jeep e si vantò della sua abilità nel tiro. Dertilis contestò la testimonianza di Agritelis, ma la Corte lo condannò in parte sulla base di questa testimonianza.
Pattakos testimoniò di aver chiamato Ioannidis nel suo ufficio nel settembre 1973 a causa delle voci secondo cui stava pianificando il rovesciamento del regime di Papadopoulos. Ioannidis smentì le voci e anzi rassicurò Pattakos, sul suo "onore militare", di essere un sostenitore della Costituzione e delle riforme di Papadopoulos. Pattakos affermò anche di sapere molto bene che nel pomeriggio del 24 novembre 1973 Ioannidis era stato chiamato dallo stesso Papadopoulos e, con la presenza di Makarezos, negò nuovamente con veemenza qualsiasi voce sulla pianificazione di un colpo di stato. Pattakos aggiunse che poche ore dopo quell'incontro, intorno alle 3:30 il giorno dopo, i carri armati apparvero per le strade di Atene e Phaedon Gizikis prestò giuramento quella mattina presto come prestanome del presidente della Repubblica.
Il secondo giorno del processo, gli avvocati difensori di Papadopoulos Karagiannopoulos, Papaspyrou e Steiropoulos sollevarono l'obiezione che la corte non aveva autorità giurisdizionale sul loro cliente per quanto riguarda le vicende del Politecnico, perché aveva l'immunità presidenziale come Presidente della Grecia durante il periodo degli eventi e chiese un'immediata sentenza al tribunale. Il tribunale fu immediatamente interrotto per ulteriori delibere. Una volta ripreso il procedimento, la Corte enunciò la sua decisione ritenendo che Papadopoulos non fosse immune dall'accusa come Presidente della Repubblica al momento dei fatti perché il colpo di stato del 21 aprile 1967 avviò la violenza contro lo Stato greco e usurpò il potere e l'autorità legale del popolo. Tutti i successivi governi del giunta furono quindi considerati dalla corte come prodotti di violenza. Di conseguenza, la Corte giudicò che Papadopoulos non fosse un legittimo Presidente della Repubblica all'epoca e, in quanto tale, non immune da azioni penali.

La decisione piena, unanime, della Corte, che respinse la richiesta di immunità di Papadopoulos, dichiarò quanto segue:
L'ammutinamento del 21 aprile 1967, l'azione di un gruppo di ufficiali e la situazione che ne derivò fino al 23 luglio [1974] costituirono un colpo di Stato, attraverso il quale si intendeva usurpare l'autorità ei diritti sovrani del popolo. I governi conseguenti furono governi di violenza. Pertanto si conclude chiaramente che chiunque abbia esercitato funzioni di autorità di governo sotto qualsiasi ufficio, compreso quello di capo dello Stato, non ha in realtà esercitato l'autorità legale e di conseguenza non è protetto per le sue azioni durante l'esercizio di tale autorità ai sensi delle norme che definiscono l'immunità. Pertanto la posizione dell'imputato Georgios Papadopoulos, avendo esercitato funzioni di Presidente della Repubblica nel periodo in cui sono stati compiuti i fatti a lui attribuiti dall'atto d'accusa, non era il legittimo Presidente della Repubblica e quindi non è tutelato ai sensi delle sezioni di immunità.
A seguito della sentenza sull'immunità, l'avvocato di Ioannidis, Giorgos Alfatakis, presentò una mozione per scindere e rinviare il processo sulla base del fatto che l'atto d'accusa non aveva una logica completa: sebbene fosse menzionato nell'ordine che Ioannidis incoraggiava e persuadeva i comandanti di unità della sicurezza forze ad agire in modo criminale durante la repressione della rivolta, i nomi dei comandanti non furono menzionati nell'atto d'accusa. Il tribunale respinse l'istanza in quanto non poteva annullare l'atto d'accusa.

### Verdetto
Il 31 dicembre 1975, il tribunale di cinque membri di Atene condannò 20 dei 32 accusati e giudicò Ioannidis l'unica persona moralmente responsabile degli eventi.
Le sentenze principali sono riportate nella tabella seguente:
| Membro della Giunta   | Sentenza        |
| --------------------- | --------------- |
| Dimitrios Ioannidis   | Sette ergastoli |
| Georgios Papadopoulos | 25 anni         |
| Barnaba               | Tre ergastoli   |
| Nikolaos Dertilis     | Vita            |
| Zagorianakos          | 25 anni         |
| Mavroidis             | 25 anni         |
| Karayannis            | 25 anni         |
| Lymberis              | 25 anni         |

## I torturatori

### Processi ai torturatori
Oltre ai due processi civili dei mandanti e alle vicende del Politecnico, vi furono altri sei processi, che riguardavano l'uso della tortura da parte del regime (in greco Οι Δίκες των Βασανιστών?, "I Processi dei torturatori"). Due dei processi hanno coinvolsero la corte marziale dei membri della polizia militare EAT/ESA. Il primo processo iniziò il 7 agosto 1975 presso la Corte marziale permanente di Atene, e il secondo processo il 13 ottobre 1975, con sentenza pronunciata il 9 dicembre 1975. In totale, gli imputati erano 18 ufficiali e 14 soldati di grado sottufficiale che affrontarono tutti le accuse derivanti dall'uso della tortura durante gli interrogatori. Il secondo processo indagò sulle accuse di tortura incentrate sulla prigione di Bogiati e sulle unità dell'esercito situate nella prefettura dell'Attica. Questi processi furono seguiti da altri quattro processi riguardanti le accuse di tortura nei confronti dei membri delle forze di sicurezza e della polizia. L'ultimo dei processi di tortura iniziò nel novembre 1976. Complessivamente vi furono dai cento ai quattrocento processi ai torturatori. Il numero è incerto perché non sono state conservate registrazioni centralizzate dettagliate del numero dei processi.
Le accuse durante il primo processo ai torturatori dell'ESA furono:
Ogni imputato fu accusato in misura diversa, ma l'unico ufficiale a dichiararsi colpevole di tutte le accuse fu il sergente Michail Petrou, un ex guardia della sede centrale dell'ESA ad Atene, che tornò in Grecia dall'estero per essere processato.
Un problema per l'accusa fu il furto e la distruzione dei documenti dell'ESA, che venne descritto come "all'ingrosso". Questi documenti non furono mai recuperati e non furono utilizzati in nessuna delle prove. Infatti, i documenti che inizialmente erano stati esibiti in tribunale da alti funzionari dell'ESA svanirono senza essere mai trovati.
Durante i processi EAT/ESA, Theodoros Theophilogiannakos supplicò la leadership dell'esercito di non condannare nessuno dei membri accusati del personale EAT/ESA di grado inferiore. Nella sua logica queste condanne avrebbero incoraggiato il Partito Comunista appena legalizzato a minacciare di punizione gli uomini EAT/ESA nel caso in cui i soldati avessero eseguito gli ordini legalmente dubbi. Ciò avrebbe demoralizzato gli uomini e facendogli ricredere la legalità di ogni ordine a loro impartito. I soldati avrebbero quindi disobbedito a qualsiasi ordine emesso dai loro comandanti, qualora fossero stati in dubbio sulla legittimità di quell'ordine. Rifiutarsi di obbedire a un ordine sarebbe stato illegale dal punto di vista dell'esercito e avrebbe scosso la disciplina dei militari, dal punto di vista di Theophilogiannakos. Proseguì affermando: "Condannate a morte noi comandanti, se volete. L'importante è salvare lo Stato».

Il pubblico ministero su Theophilogiannakos riferì alla Corte:
Guidato da un cieco anticomunismo, attribuì al “dito comunista” anche la minima opposizione al regime dittatoriale.
Durante il secondo processo Theophilogiannakos chiese alla corte di non accettare la testimonianza di Kostas Kappos, un membro comunista del Parlamento, sulla base del fatto che era ateo. Spanos, invece di testimoniare, dichiarò che la "Rivoluzione" era stata tradita come Cipro, mentre Hadjizisis affermò che gli interrogatori dell'ESA attraversarono un calvario peggiore delle reali vittime dell'interrogatorio .
Uno degli accusati, Dimitrios Kofas, era noto come il "medico del succo d'arancia" perché prescriveva il succo d'arancia come panacea per qualsiasi disturbo, compresi quelli derivanti dalla tortura. Nel caso di un paziente che coinvolgeva l'ufficiale dell'aeronautica Nikolaos Stapas, Kofas prescrisse succo d'arancia per l'ematuria causata da gravi torture. Il medico fu condannato per undici casi documentati di abbandono dei suoi doveri medici.

Le osservazioni conclusive del pubblico ministero in uno dei processi EAT/ESA furono:
I torturatori volevano presentare l'EAT/ESA non come un luogo di tortura ma come un riformatorio nazionale. Riservandosi modestamente l'infallibilità del giudizio, cercarono di seguire le orme della Santa Inquisizione.

### Verdetto
Tabella di condanna per i due processi dell'ESA:
| Membro EAT/ESA                                          | Sentenza (primo processo) | Sentenza (secondo processo) |
| ------------------------------------------------------- | ------------------------- | --------------------------- |
| Hadjizisis                                              | 23 anni                   | 7 anni                      |
| Teofilologiannakos                                      | 20 anni                   | 7 anni                      |
| Spanos                                                  | 20 anni                   | 5 anni                      |
| Tsalas                                                  | 15 anni                   | 4 anni                      |
| Kofas (soprannominato "il dottore del succo d'arancia") | 7 anni                    | 7 anni                      |

## Incarcerazione
In carcere i capi della giunta si rivolgevano a vicenda usando i loro precedenti titoli come "ministro" e "presidente" e mostravano grande deferenza nei confronti di Papadopoulos. Tuttavia, Papadopoulos non socializzò facilmente e preferì cenare da solo. L'allora guardiano del carcere di Korydallos, Yannis Papathanassiou pubblicò in seguito il libro Prison Diary: Korydallos 1975–79 dove descrisse i servizi che i membri della giunta incarcerati godettero, come ad esempio i condizionatori d'aria, televisori e campi da tennis.
Papathanassiou nel suo libro descrisse come il ministero della Giustizia, sotto la pressione dei simpatizzanti della giunta, avesse ordinato queste disposizioni speciali per i prigionieri. Papathanassiou dettagliò anche la sua continua vigilanza cercando di scoprire trame di fuga. Rivelò anche come, attraverso i loro avvocati, i prigionieri siano stati coinvolti nelle elezioni parlamentari greche del 1977 a sostegno di un partito di destra. La popolazione normale della prigione si infuriò così tanto per il trattamento preferenziale riservato ai membri della giunta che si ribellarono.
Un piano per concedere l'amnistia ai capi della giunta da parte del governo Konstantinos Mitsotakis nel 1990 fu annullato dopo le proteste di conservatori, socialisti e comunisti.
Papadopoulos e altri sette membri della giunta furono alloggiati nel blocco A di massima sicurezza. Papadopoulos risiedeva al secondo piano del complesso insieme agli altri membri del suo regime, mentre Ioannidis risiedeva al piano terra.
Sebbene Pattakos e Makarezos vennero rilasciati in anticipo per motivi di salute, Papadopoulos non chiese mai la clemenza e rimase in carcere fino alla sua morte. Morì in ospedale il 27 giugno 1999, dopo essere stato trasferito da Korydallos.
Durante la sua incarcerazione, fu riferito che Ioannidis leggeva libri militari e libri sulla CIA. A causa del suo coinvolgimento nel rovesciamento di Papadopoulos fu accusato dalla destra di aver tradito il giuramento prestato nell'estate del 1971che riconobbe Papadopoulos come il leader della "Rivoluzione" davanti allo stesso Papadopoulos e ad altri venti membri della giunta", ovvero la giunta, e fu quindi ritenuto responsabile degli eventi successivi, in particolare del crollo definitivo del regime. Di conseguenza, non entrò in contatto con Papadopoulos e degli altri membri della giunta intorno a lui e trascorse la maggior parte del suo tempo da solo in una cella isolata. Nonostante ciò, a volte organizzava feste a cui partecipavano membri della polizia militare dell'ESA, che risiedeva al terzo piano del complesso.
Ioannidis e il co-cospiratore Nikos Dertilis non chiesero mai la grazia. Alla fine del 2005, gli avvocati che rappresentavano Ioannidis e Dertilis presentarono una petizione alla corte per il loro rilascio, ma allo stesso tempo Ioannidis dichiarò di non pentirsi di nessuna delle sue azioni. La Corte di giustizia del Pireo rifiutò la sua petizione, sulla base della sua mancanza di rimorso. Nel 2008, Ioannidis fu trasferito al General State Hospital di Nikaia da Korydallos a causa di una malattia. Ioannidis morì il 16 agosto 2010 per problemi respiratori, essendo trasportato in ospedale la notte precedente. Rimase incarcerato fino alla morte.
Stylianos Pattakos, anche in carcere, mostrò una devozione continua a Papadopoulos. Si dice che gli piaceva ascoltare la musica religiosa fornitagli da un monaco e nelle sue memorie carcerarie descrive come si divertisse a curare un piccolo giardino e un laghetto con 21 pesci rossi. Le due cose che menziona nei suoi scritti che non gli piacevano erano l'inquinamento acustico in prigione, che descrive come "tortura", e che la forma della combinazione di stagno e rubinetto sembrava una falce e martello.
In un altro segmento delle sue memorie carcerarie, Pattakos menzionò anche un incidente che coinvolse il generale Odysseas Angelis (il capo delle forze armate sotto gran parte della dittatura) e una guardia carceraria. Secondo Pattakos, la guardia carceraria aveva il volume della radio alto e Angelis supplicò a guardia di abbassarlo. La guardia non solo non obbedì, ma alzò il volume. Angelis chiese quindi a Pattakos di intervenire in suo favore e di chiedere nuovamente alla "nobile guardia carceraria".
Il 23 marzo 1987 Angelis si suicidò nella sua cella, all'età di 75 anni. Pattakos fu rilasciato dal carcere nel settembre 1990 a causa di "danni irreparabili alla sua salute".
Dertilis fu l'ultimo membro della giunta rimasto in carcere. Morì il 28 gennaio 2013 all'età di 94 anni.
Stamatelopoulos fu graziato nell'aprile 1977.

## Eredità
Il successo della perseguimento della giunta e le pesanti condanne imposte ai capi della giunta inviarono un messaggio ai potenziali cospiratori all'interno dei ranghi dell'esercito che l'era dell'immunità dalle trasgressioni costituzionali da parte dei militari era irreversibilmente finita.
I processi di tortura EAT/ESA furono riconosciuti da Amnesty International come i primi processi a livello internazionale, dopo i processi di Norimberga, a coinvolgere il perseguimento della tortura. I processi EAT/ESA sono anche tra i pochissimi processi ai torturatori nella storia umana e sono indicati da Amnesty International come "Processi dei criminali". Perché era raro per un paese di perseguire i torturatori, questi processi sono divenuti oggetto di ricerca scientifica e sono stati pubblicati paper sulla base dei loro procedimenti giudiziari.
Nel 1977, Amnesty International pubblicò un rapporto sul primo processo ai torturatori in Grecia con il duplice scopo di documentare l'uso della tortura in un moderno regime oppressivo e utilizzarlo come esempio di perseguimento dei funzionari che torturano, sulla base della convinzione che l'esperienza greca può giovare al resto del mondo.
I processi alla giunta servirono anche a demistificare il mito del militare competente, professionale, incorruttibile ed etico. Secondo i libri The Politics of Human Rights: The Quest for Dignity and Transitional Justice: How Emerging Democracies Reckon With Former Regimes: Country Studies:

## Riferimenti nella cultura di massa
- I diki tis hountas: Korydallos '75 film documentario. Diretto da T. Theodosopoulos, prodotto da Maggos Theodosopoulos, Musiche di G. Yiannoulatos e Canzoni di Alkestis Protopsalti.
- Prison Diary: Korydallos 1975-79 book. Yannis Papathanassiou
- The Trial, book. Ioannis Deyannis. Gnosi publications 1990[55]
- I Diki ton vasaniston: EAT/ESA 1967-74
- Book: The Trials of the Junta, 12 Volumes (Pericles Rodakis (publisher), The Trials of the Junta: A: The Trial of the Instigators, B: The Trial of the Polytechnic, C: The Trials of the Torturers) [Περικλής Ροδάκης (εκδ.), Οι Δίκες της Χούντας: Α: Η Δίκη των Πρωταιτίων, Β: Η Δίκη του Πολυτεχνείου, Γ: Οι Δίκες των Βασανιστών, 12 τόμοι, Αθήνα 1975-1976]